# تری سیکستی وست
تری سیکستی وست (انگلیسی: Three Sixty West) ساختمان مسکونی تجاری ۶۶ طبقه مستقر در شهر بمبئی است که در سال ۲۰۲۱ احداث گردید.